# Равски окръг
Равски окръг (на полски: Powiat rawski) е окръг в Централна Полша, Лодзко войводство. Заема площ от 646,20 км2. Административен център е град Рава Мазовецка.

## География
Окръгът се намира в историческата област Мазовия. Разположен е в североизточната част на войводството.

## Население
Населението на окръга възлиза на 49 764 души (2012 г.). Гъстотата е 77 души/км2.

## Административно деление
Административно окръгът е разделен на 6 общини.
Градска община:
- Рава Мазовецка

Градско-селска община:
- Община Бяла Равска

Селски общини:
- Община Рава Мазовецка
- Община Регнов
- Община Садковице
- Община Чельондз

## Фотогалерия
- Бяла Равска
- Рава Мазовецка